# او همنشین فرشته‌ها بود
او همنشین فرشته‌ها بود کتابی از سعید روح‌افزا است که در سال ۱۳۸۷ منتشر و در مراسم کتاب سال جمهوری اسلامی ایران به‌عنوان کتاب برگزیده معرفی شد.